# Flamberg

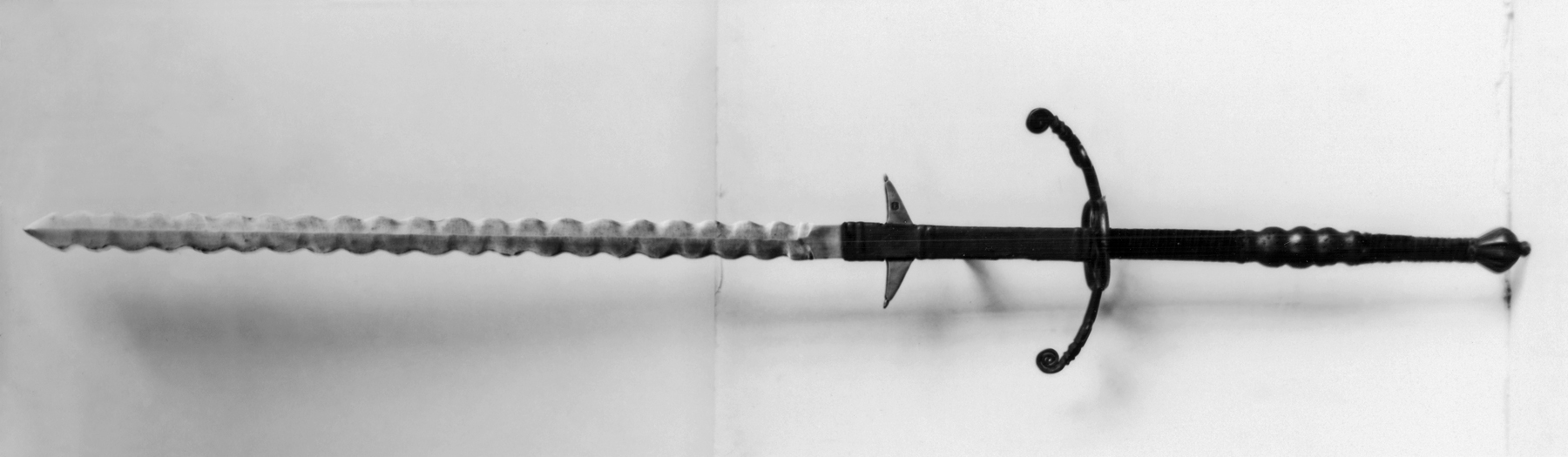
Flamberg

Flamberg (franc. flamboyante) – rodzaj miecza dwuręcznego o długości od 1,5 do 1,8 metra z charakterystyczną falistą głownią (tzw. głownia płomienista).
Używany głównie przez niemieckich (landsknechtów) i szwajcarskich piechurów do walki przede wszystkim ze słabo opancerzoną piechotą (jako broń sieczno-kłująca) oraz piechotą opancerzoną (jako broń kłująca). Broń często miała możliwość uchwytu za tzw. ricasso. Dodatkowo, podobnie jak w innych mieczach dwuręcznych, specjalne haki (czy wąsy, obłęki) zabezpieczały dłoń ujmującą ricasso.
Flambergi produkowane były w Styrii, Friuli i Mediolanie. Wbrew pozorom nie odznaczały się nadmiernym ciężarem (najdłuższe egzemplarze ważyły około 3,5 kg), odpowiednio rozłożonym, co przeczy określeniu jako „długiego i ciężkiego miecza europejskiego” (choć masa zależna była nie tylko od długości, lecz i od jakości wykonania broni).
Falista („płomienista”) głownia miecza, poza walorami ozdobnymi, miała też decydować o jego zwiększonej odporności. Istnieje również teoria, iż taki kształt głowni zwiększał penetrację ciała i pancerza, działając na zasadzie piły. Kształt głowni mógł też mieć wpływ na zmniejszenie wagi miecza w porównaniu z  analogicznym mieczem o głowni prostej.